# Igreja de Santa Maria da Visitação no Aurelio
A Igreja de Santa Maria da Visitação no Aurelio (em italiano: Santa Maria della Visitazione all'Aurelio) é uma igreja conventual localizada na Via di Torre Rossa, 21,  no quartiere Aurelio, no canto noroeste da Villa Doria Pamphilj. É dedicada a Nossa Senhora no aspecto da Visitação.

## História

### Fundação beneditina
A igreja é estruturalmente parte do complexo monástico, construído como um novo projeto em 1933. A motivação para a construção de uma nova abadia beneditina na cidade em data tão tardia foi unicamente para prover uma localização para o trabalho de revisão da Vulgata. Esta versão latina da Bíblia do final do século IV dos originais grego e hebraico se manteve como a única versão oficial da Bíblia na Igreja Católica e, na época, a necessidade de uma revisão e de uma edição crítica ficou óbvia.
Em 1907, o papa Pio X encarregou a Ordem de São Bento desta tarefa. O trabalho começou a ser realizada no colégio romano da ordem na Igreja de Santo Anselmo no Aventino, mas o local se mostrou insatisfatório e o trabalho se mudou para um local de propriedade da Santa Sé, o vizinho Palácio de São Calisto. O grande problema era que os monges encarregados com a tarefa eram frequentemente chamados a realizar outras tarefas por seus superiores em Santo Anselmo, o que irritou o papa.
Para resolver definitivamente a questão, o papa Pio XI determinou a construção de um novo mosteiro, a Pontificia Abbazia di San Girolamo in Urbe, completado em 1933. O padroeiro foi São Jerônimo, o responsável pela versão original da Vulgata. A maior parte da comunidade veio da abadia de Clervaux em Luxemburgo e o primeiro abade foi Henri Quentin, que também ficou encarregado do projeto e supervisionou a publicação da edição crítica em fascículos. Porém, ele morreu apenas dois anos depois da fundação.

### Fechamento
O projeto da Vulgata tinha dois objetivos. O primeiro era prover a versão crítica do texto, mas o outro, mais urgente e dependente do progresso do primeiro, era prover um texto revisado das Escrituras para ser utilizado na liturgia da Igreja Católica. Em 1969, a primeira parte do projeto havia chegado apenas até o Livro de Isaías. A segunda terminou abruptamente depois do Concílio Vaticano II. O concílio exigiu apenas que o Livro dos Salmos fosse novamente novamente traduzido para o latim, mas, em 1965, o papa Paulo VI estendeu o requisito de uma nova tradução para a Bíblia inteira. Este objetivo foi atingido rapidamente utilizando a versão crítica produzida pelos monges em San Girolamo e o resultado foi promulgado pelo papa São João Paulo II como sendo o texto padrão a ser utilizado na liturgia em 1979, a chamada Nova Vulgata.
A abadia ficou responsável apenas pela tarefa menos urgente de criar uma edição crítica da Vulgata original de São Jerônimo. Embora academicamente importante e com implicações futuras para a revisão do texto da Nova Vulgata, foi decidido que o projeto seria encerrado quando o Antigo Testamento for completamente publicado. A abadia foi suprimida em 1984 pelo papa São João Paulo II, apesar de o volume final da edição crítica só ter sido publicado em 1995.
Todo o complexo foi transferido para o Pontifício Instituto de Música Sacra e é atualmente a sede da instituição. O local ainda é conhecido como Abbazia di San Girolamo. O status da igreja é incerto.

## Descrição
A planta da igreja é baseada numa cruz latina, com um longo presbitério incluindo um coro, ambos cobertos por um telhado de uma única água. As paredes são de tijolos com detalhes em estuque. O estilo geral é neorromânica com detalhes clássicos simplificados.
A fachada fica de frente para a rua e separada dela por um curto caminho fechado por um portão de ferro. O primeiro andar é flanqueado por duas alas de teto plano, cada uma com um nicho liso de topo curvo e assentadas sobre altos plintos. A entrada, precedida por degraus entre as alas laterais, tem um par de pilares sem capitéis em plintos no formato de caixas que suportam um fragmento de um entablamento ao invés de um frontão. As linhas de cima e de baixo do friso deste entablamento continuam como uma linha dupla abaixo do beiral das alas laterais. Este primeiro andar é encimado por uma cornija projetada para frente.
O segundo andar, acima desta cornija, tem uma alta janela de topo curvo encaixada numa moldura retangular com uma cornija projetada. O resto da fachada é de tijolos lisos com a seção central abrigando uma janela ligeiramente projetada. Há ainda um frontão triangular contendo um brasão de estuque.
Finalmente, há um campanário, uma torre quadrada à esquerda do presbitério. O topo, piramidal, é bem baixo.